# Guéret
Guéret  (en occitano Garait) es un municipio (commune) francés, situado en el departamento de Creuse y en la región de Nueva Aquitania. Sus habitantes se llaman, en francés, Guérétois -e y, en occitano, Garaités -a.

## Geografía

Mapa de Guéret.

Se encuentra en los Montes de Guéret, en las estribaciones del Macizo Central.
Tiene conexión por ferrocarril y una autovía la conecta con la A20. Aunque dispone de un aeródromo (en Villandury) y un aeropuerto(Montluçon-Guéret, en Lépaud), para la aviación comercial regular depende de Limoges.

## Demografía
| 3 379 | 3 125 | 3 434 | 4 014 | 4 849 | 4 796 | 5 404 | 5 033 | 5 150 | 5 139 | 5 136 | 5 725 | 5 859 | 6 749 | 7 065 | 7 799 | 7 457 | 8 083 | 8 058 | 8 281 | 7 963 | 7 984 | 7 890 | 8 789 | 10 192 | 10 131 | 11 384 | 12 849 | 14 855 | 15 720 | 14 706 | 14 123 | 15 102 |
| Para los censos de 1962 a 1999 la población legal corresponde a la población sin duplicidades (Fuente: INSEE [Consultar]) |       |       |       |       |       |       |       |       |       |       |       |       |       |       |       |       |       |       |       |       |       |       |       |        |        |        |        |        |        |        |        |        |

La aglomeración urbana (agglomération urbaine) de Guéret tan solo incluye la propia comuna.

## Administración y política
En el referendo sobre la Constitución Europea ganó el no con un 61,94% de los votos.
Algunos resultados electorales recientes (primeras vueltas del sistema francés):
| Extrema izquierda | Lista de izquierda (socialistas, comunistas y otros) | Ecologistas | Dos listas de la derecha tradicional | Frente Nacional | Otra lista |
| ----------------- | ---------------------------------------------------- | ----------- | ------------------------------------ | --------------- | ---------- |
| 6,1%              | 48,3%                                                | 8,5%        | 26,3%                                | 6,6%            | 4,2%       |

## Economía
Según el censo de 1999, la distribución de la población activa por sectores era:
| agricultura | industria | construcción | servicios |
| ----------- | --------- | ------------ | --------- |
| 1,9%        | 9,5%      | 3,8%         | 84,8%     |

## Historia
En el siglo VII, Lantarius, conde de Limoges, persuadió al monje Pardulphe (o San Pardulfo) para que ocupara su dominio rural de "Garactus". Pardulphe, hasta entonces eremita famoso por sus poderes de taumaturgo, se erigió en abad de un monasterio en torno al que se edificó una aldea. Aunque el conjunto fue arrasado por los normandos en el siglo XI, fue reconstruido, dando lugar a una modesta villa, origen de la actual Guéret.
El nombre de la villa provendría del hecho de que las primeras edificaciones se construyesen junto a los guérets, es decir, campos labrados pero no sembrados.
La villa fue nombrada en 1514 capital de la Haute Marche. Su posición fue contestada por la ciudad de Felletin. Su vocación de sede administrativa fue confirmada en 1790 cuando fue elegida prefectura del departamento, provocando esta vez las protestas de Aubusson.

## Hermanamientos
- Stein (Alemania)